# Hambletonia pilosifrons
Hambletonia pilosifrons är en stekelart som beskrevs av Sharkov och Woolley 1997. Hambletonia pilosifrons ingår i släktet Hambletonia och familjen sköldlussteklar.
Artens utbredningsområde är:
- Costa Rica.
- Guatemala.

Inga underarter finns listade i Catalogue of Life.